# Guy Standing (acteur)
Pour les articles homonymes, voir Standing.
Ne doit pas être confondu avec Guy Standing (professeur).
Sir Guy Standing est un acteur britannique né le 1er septembre 1873 à  Londres, et mort le 24 février 1937 à Los Angeles, en Californie.

## Biographie
Il est le frère des acteurs Percy et Wyndham Standing, le mari de l'actrice Dorothy Hammond (en) et le père de Dorothy Katherine, actrice connue sous le nom de Kay Hammond.
Il meurt d'une morsure de serpent à sonnettes pendant l'une de ses nombreuses balades dans les collines de Hollywood.
Il a été fait chevalier commandeur de l'ordre de l'Empire britannique (KBE) en 1919.

## Filmographie partielle
- 1914 : Alone in New York
- 1933 : Hell and High Water (en), de Grover Jones et William Slavens McNutt : vice-amiral
- 1933 : Club de Minuit (Midnight Club), de Alexander Hall et George Somnes (en) : le commissaire Hope
- 1933 : L'Aigle et le Vautour (The Eagle and the Hawk), de Stuart Walker : Major Dunham
- 1933 : La Déchéance de miss Drake (The Story of Temple Drake), de Stephen Roberts : le juge Drake
- 1933 : Le Chant du berceau (Cradle Song), de Mitchell Leisen : le Docteur
- 1934 : The Witching Hour, de Henry Hathaway : juge Martin Prentice
- 1934 : La mort prend des vacances (Death Takes a Holiday), de Mitchell Leisen : Duc Lambert
- 1934 : C'est pour toujours (Now and Forever), de Henry Hathaway : Felix Evans
- 1934 : Double Door, de Charles Vidor : Mortimer Neff
- 1935 : L'Infernale Poursuite (Car 99) de Charles Barton : John Vilker, alias Professeur Anthony
- 1935 : Les Trois Lanciers du Bengale (The Lives of a Bengal Lancer), de Henry Hathaway : Colonel Tom Stone
- 1935 : Symphonie burlesque (The Big Broadcast of 1936), de Norman Taurog : le Docteur
- 1935 : Soir de gloire (Annapolis Farewell), d'Alexander Hall : Commandant Fitzhugh
- 1936 : Le Pacte (Lloyd's of London), de Henry King : John Julius Angerstein
- 1936 : Le Retour de Sophie Lang (The Return of Sophie Lang) de George Archainbaud : Max Bernard